# Komunalna Kasa Oszczędności miasta Katowic

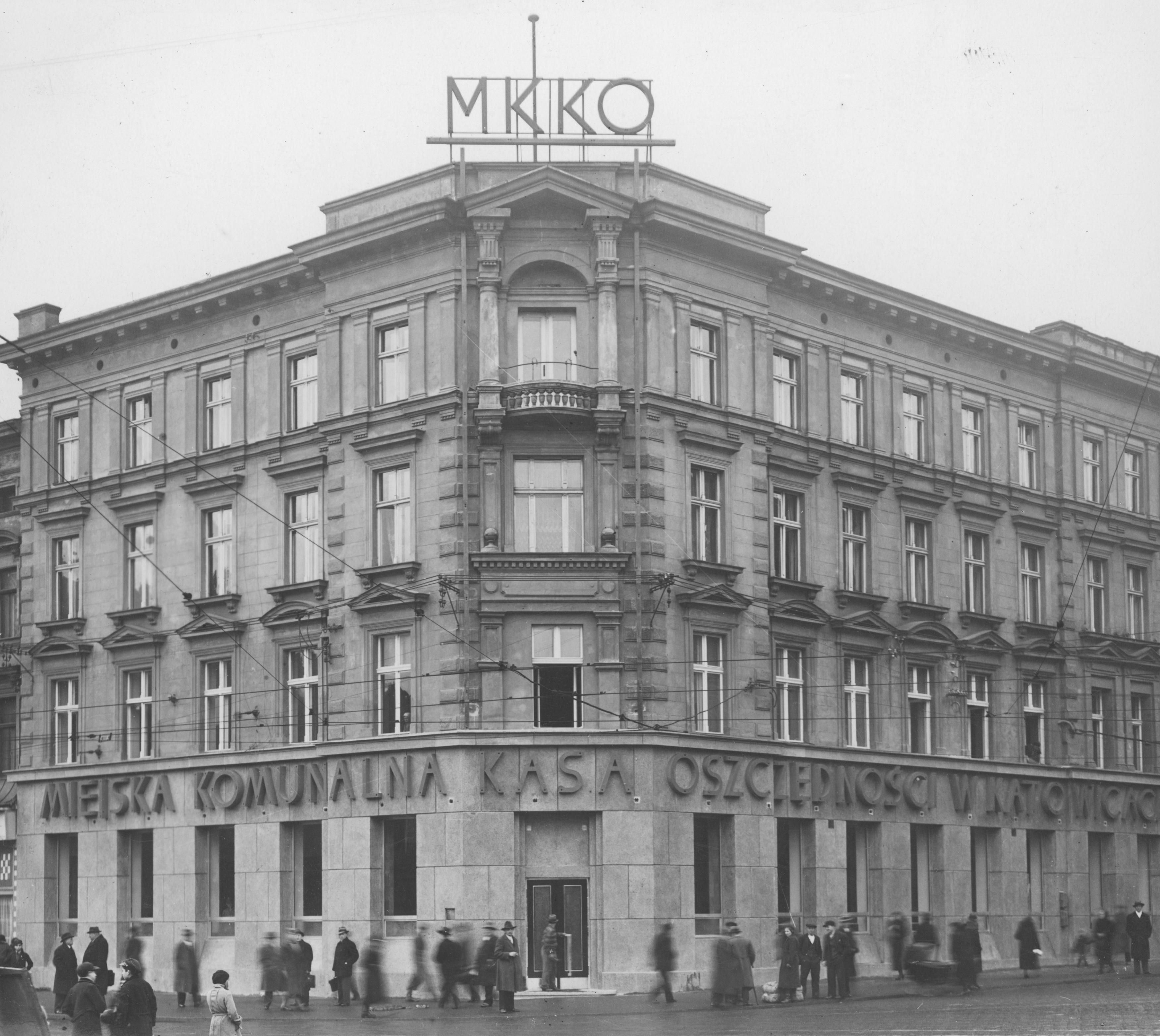
Siedziba Miejskiej Komunalnej Kasy Oszczedności przy rynku w Katowicach (grudzień 1938)

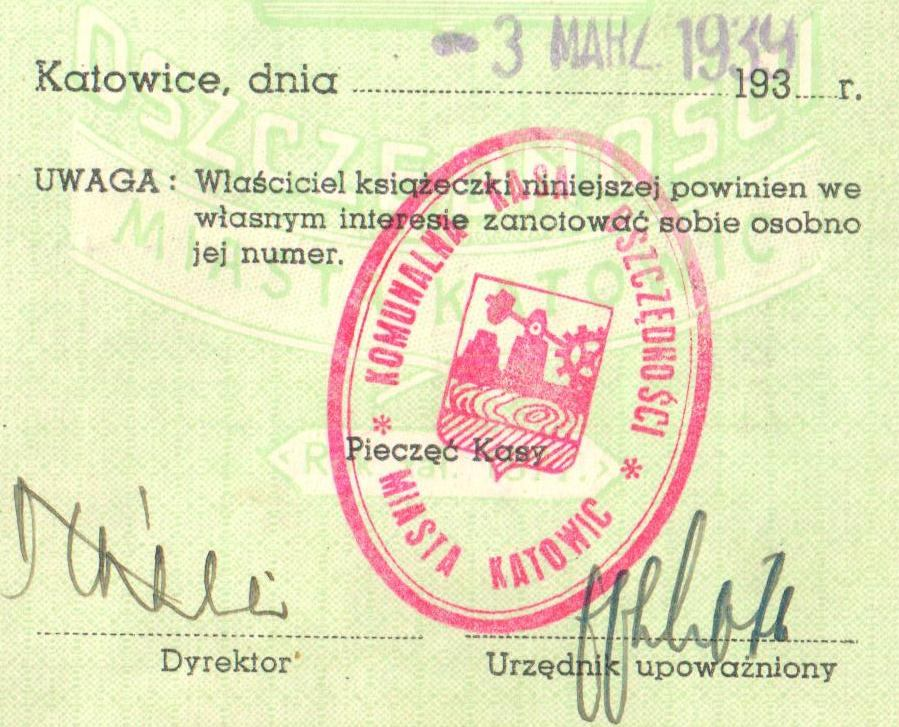
Fragment książeczki oszczędnościowej Komunalnej Kasy Oszczędności miasta Katowic (wraz z jej pieczęcią)

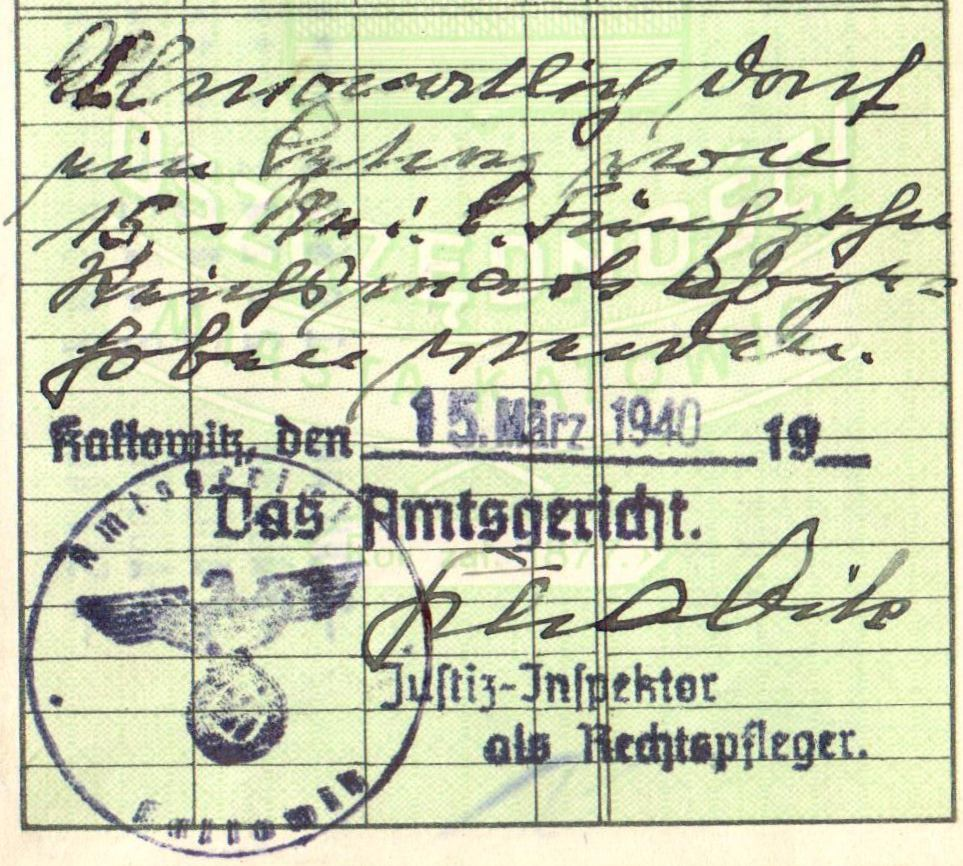
Adnotacja w języku niemieckim dokonana przez sąd rejonowy w Katowicach (Das Amtsgericht den Kattowitz)

Komunalna Kasa Oszczędności miasta Katowic (także: Miejska Komunalna Kasa Oszczędności)– instytucja oszczędnościowo-kredytowa działająca w Katowicach w latach 1877–1950.
Założona została w 1877 roku, na wzór Komunalnej Kasy Oszczędności Miasta Krakowa. Jej siedziba znajdowała się w budynku pierwszego ratusza Katowic, pod numerem 10, przy wschodniej pierzei rynku w Katowicach (obecnie siedziba Teatru Śląskiego im. St. Wyspiańskiego).
W rok przed wybuchem II wojny światowej, kasa w Katowicach została zreorganizowana w oparciu o rozporządzenia prezydenta Rzeczypospolitej Ignacego Mościckiego z dnia 24 października 1934 roku o komunalnych kasach oszczędności (Dz. R. P. Nr 95 poz. 860) oraz rozporządzenia Ministrów: Skarbu, Spraw Wewnętrznych i Sprawiedliwości z 16 marca 1937 roku o komunalnych kasach oszczędności (Dz. U. R. P. Nr 25, poz. 137). Od tego momentu kasa oszczędności miasta nabyła osobowość prawną odrębną od osobowości prawnej samego miasta.
W czasie okupacji niemieckiej zarządzanie kasą przejął sąd rejonowy w Katowicach (Das Amtsgericht den Kattowitz).